# Арнара
Арнара (итал. Arnara) је насеље у Италији у округу Фрозиноне, региону Лацио.
Према процени из 2011. у насељу је живело 326 становника. Насеље се налази на надморској висини од 262 м.

## Становништво
| 1931. | 1936. | 1951. | 1961. | 1971. | 1981. | 1991. | 2001. | 2011. |
| ----- | ----- | ----- | ----- | ----- | ----- | ----- | ----- | ----- |
| 2.596 | 2.633 | 2.871 | 2.707 | 2.347 | 2.469 | 2.515 | 2.454 | 2.379 |

## Партнерски градови
- Бистра (општина)